# リバース:1999
『リバース：1999』（英語: Reverse: 1999、簡体字: 重返未来：1999; 拼音: Chóngfǎn Wèilái: Yījiǔjiǔjiǔ）は、中国のゲームメーカーBLUEPOCHにより開発・運営されるスマートフォンおよびPC向けゲームアプリ。2023年5月31日に中国本土、2023年10月26日には日本・韓国・英語版のサービスが開始。基本プレイ無料（アイテム課金制）。

## 概要
世紀の終わりに新たな旧時代へと「巻き戻った」世界で、時の観測者である「タイムキーパー」として時代の波を歩き、終焉をもたらす「ストーム」の謎を探っていく。
登場人物のボイスは日本語、英語、中国語、韓国語がある。 
バトルはカードを用いたシステムとなっている。
7月18日午前11時に「カウントダウン始動」とツイートした。
特設サイトには、「1999年に関するすべての真相は、もう戻れないあの世紀末に残されたまま。『リバース：1999』2023/07/21 始動！」とある。
2023年10月26日(木)11時にサービス開始した。

## 用語
ストーム
今作の物語の核となる超常現象。時空を巻き戻す未知の災害であり、発生を防ぐことはおろか、予測することも発生の直前にしかできない。作品中では少なくとも1999年、1969年、1929年に発生している他、1999年から1969年までにも数回発生している。時代を巻き戻す他、逆行の前兆として降雨や後述する「時代病」などの当時の生活や文化、思想を皮肉るような異常現象を引き起こし、発生時は雨粒が空へと戻っていく。後述の神秘学家という特殊な能力を持つ人々以外には前兆、発生の一切が認識できない他、神秘学家でさえ何らかの手立てを打たなくては上昇していく雨粒に触れるだけで肉体の変形、精神の崩壊などの被害は免れない。
時代病
ストームの発生の前兆の一つ。神秘学家を除く当時を生きる全人類に起きる。その症状は当時の文化を戯画化したようなものである。例えば1969年のイギリスでの発生時には当時盛んになったポップカルチャーと関連して人々はマネキンに置換され、世界はカートゥーン調になり、第一次大戦後の未曾有の好景気に沸いた1929年の世界恐慌直後のストームの際は金銭に踊らされ株価に振り回される人々を嘲笑うかのように食品が金銭などに、金銭が食品にと人々の認識を入れ替え、異物誤飲による“原因不明の胃病”を引き起こした。
神秘学家(アルカニスト)
生まれつき「神秘学」(アルカナム)という特殊な能力を持つ者たち。一般的な人間の他、犬などの動物、りんごやトランジスタラジオといった自我を持つ物体なども存在する。一般的な人類との関係は神秘学家の一方的な支配の時代ののちに神秘学家への長きにわたる差別の時代、1960年代のマイノリティの権利運動からの共存の時代と変遷している。現代には平穏な共存関係が保たれていたものの、かつての神秘学家の支配の時代を礼賛し、一般的な人類が生きてきた歴史をストームに乗じて全て取り消そうとする過激派もいる。
聖パブロフ財団
マヌス・ヴェンデッタ
1969年
序章『ディス・イズ・トゥモロー』はこの時代のイギリスが舞台となる。ヒッピームーヴメント、UKロック、海賊放送、ポップ・カルチャーといったカウンターカルチャーであるブリティッシュ・インヴェイジョンが勃興した時代であり、少数派である神秘学家も再び対等な関係として人類社会に受け入れられ始めた頃である。期間限定イベント『リメカップ窃盗事件』もこの時代を舞台とする。この時代の出身の神秘学家はレグルス、Apple、ピクルス、メラニア、ティガーなど。
1929年
一章『われらの時代』二章『夜はやさし』はこの時代のニューヨークを舞台とする。大戦後の好景気に沸いていた中、株価急落によって世界恐慌が始まった年である。神秘学家へは冷たい目が向けられていた。この時代の出身者はシュナイダー、サザビーなど。